# Loira
Loira (česká výslovnost: [loaːra], francouzsky Loire výslovnost [lwaːʁ], okcitánsky Léger) je nejdelší řeka ve Francii (Auvergne, Burgundsko, Centre-Val de Loire, Pays de la Loire, Rhône Alpes), kterou protéká po celé své délce 1013 km. Plocha povodí měří 117 000 km², tj. více než pětinu rozlohy Francie.

## Průběh toku
Loira pramení v Cevennách ve Francouzském středohoří na jižním úpatí hory Mont Gerbier de Jonc v nadmořské výšce 1408 m. Až k ústí řeky Allier má horský charakter, dále pak pokračuje Loirskou nížinou. Koryto na středním a dolním toku je v šířce 300 až 500 m obehnáno protipovodňovými hrázemi. Vlévá se do Biskajského zálivu Atlantského oceánu v departementu Loire-Atlantique, přičemž vytváří estuár.

### Přítoky
- levé – Allier, Cher, Indre, Vienne
- pravé – Maine (Sarthe, Loir)

## Vodní režim
Nejvyšších úrovní dosahuje hladina v únoru a v březnu, naopak nejnižších v srpnu a v září. Průměrný průtok vody v Saint-Nazaire činí přibližně 931 m³/s, maximální 6000 až 8000 m³/s. Pod Nantes se projevuje příliv a odliv.

## Využití

### Vodní doprava
Vodní doprava je možná do Roanne, přičemž nad Orléans především díky paralelním vodním kanálům. V délce 53 km od ústí do Nantes je dostupná pro námořní lodě. Je spojena vodními kanály se Seinou, Saônou a Rýnem.

### Významná města na řece

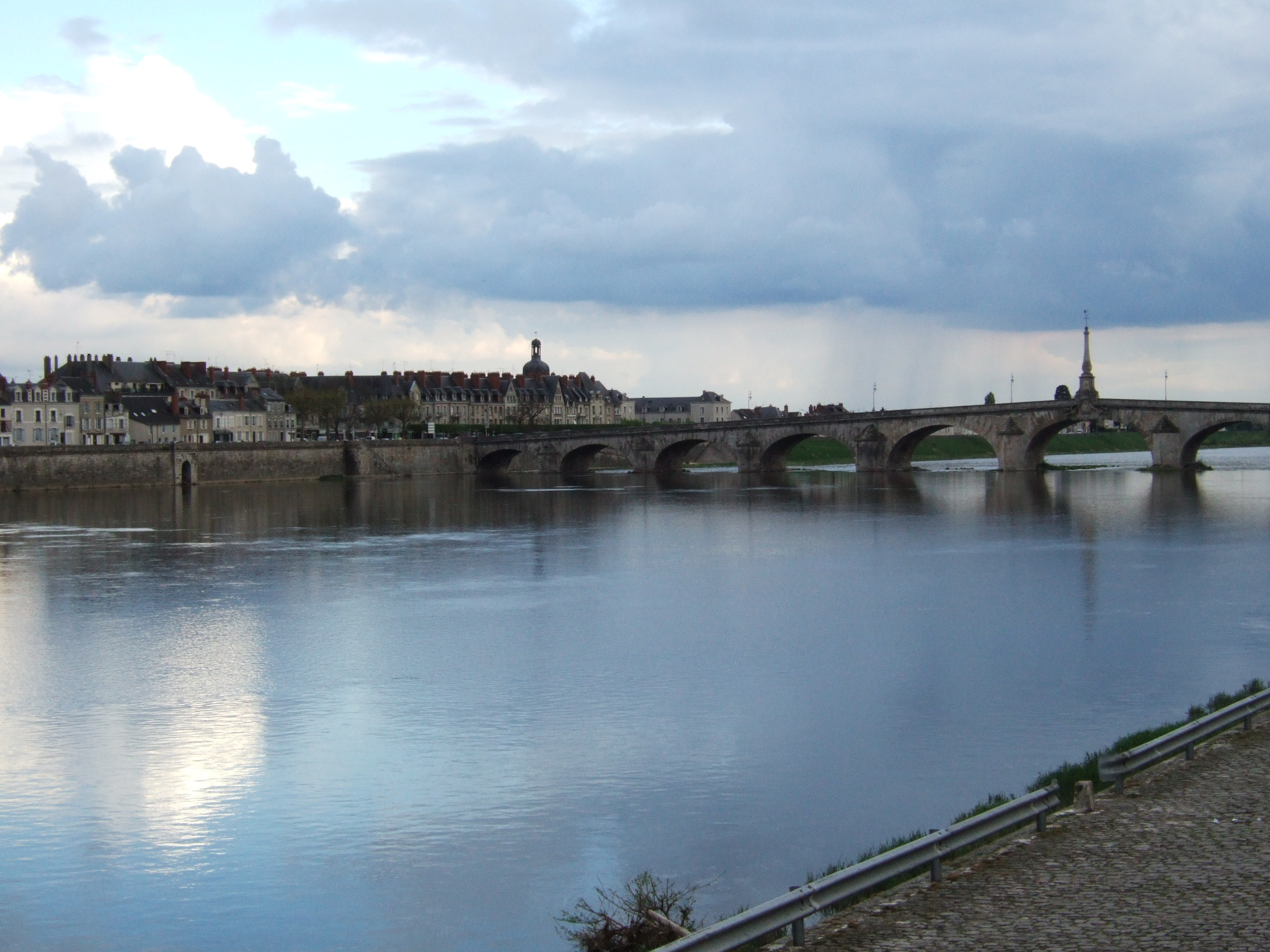
řeka v Blois

Angers, Blois, Bouchemaine, Briare, Cosne-Cours-sur-Loire, Decize, Digoin, Gien, La Charité-sur-Loire, Le Puy-en-Velay, Nantes, Nevers, Orléans, Roanne, Saint-Étienne, Saint-Nazaire, Saumur, Tours

### Zámky na řece
V oblasti mezi Orléans a Angers se rozkládá 120 turisticky atraktivních pozdně gotických a renesančních zámků z 15. a 16. století, které se vyznačují složitou  kompozicí, strohou členěnou dekorací fasád, filigránem a výběrem rozličných architektonických forem. Patří k nim např. Amboise, Chambord, Chenonceau, Villandry, Blois, Azay le Rideau.

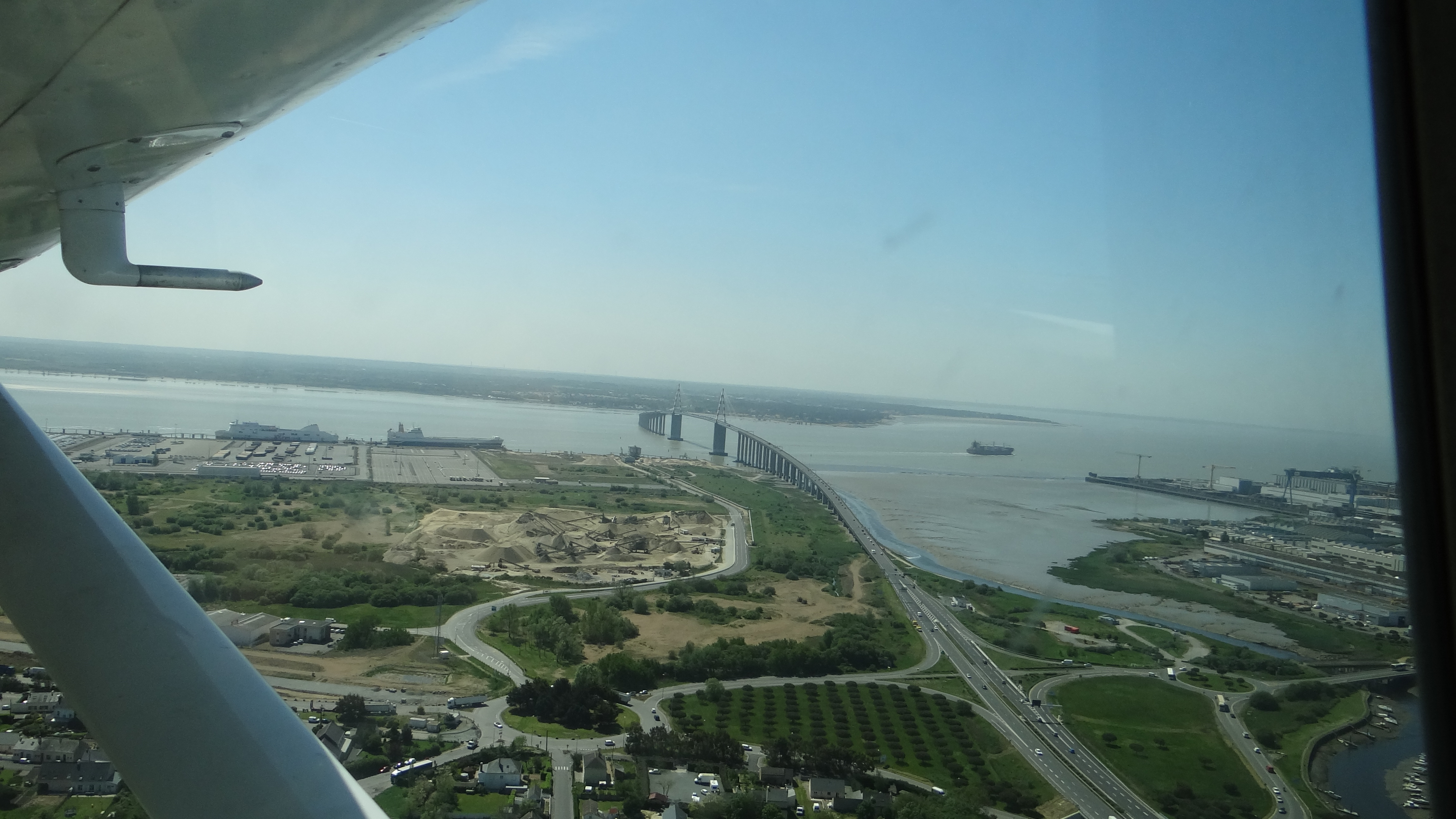
Most přes řeku Loiru u Saint-Nazaire